# Austin (álbum)
Austin (estilizado en mayúsculas) es el quinto álbum de estudio del cantante estadounidense Post Malone. Fue lanzado el 28 de julio de 2023 a través de Republic Records y Mercury Records. La producción del álbum estuvo a cargo del propio Malone, Andrew Watt, Louis Bell, Max Martin y Rami Yacoub. Fue apoyado por tres sencillos, «Chemical», «Mourning» y «Overdrive». El álbum es el primer proyecto de Malone en no contar con ningún artista invitado.

## Antecedentes
El 15 de mayo de 2023, el artista publicó un video de Instagram para anunciar el disco diciendo: "Quería decirles que tengo un álbum que saldrá este verano el 28 de julio. Se llama Austin". El álbum lleva el título de su verdadero nombre de nacimiento. El mensaje insinuaba un enfoque artístico diferente, posiblemente intensificando el sonido de Twelve Carat Toothache. El cantante reveló que tocó la guitarra "en todas las canciones del disco", calificando el proceso de creación como una "experiencia divertida". El resultado fue descrito como "la música más desafiante y gratificante" que jamás había hecho, producto de esforzarse constantemente".

## Lanzamiento y promoción
Austin fue lanzado el 28 de julio de 2023 por Republic Records y Mercury Records.

### Sencillos
El 14 de abril de 2023, Malone lanzó el sencillo principal «Chemical», también parte del álbum recopilatorio The Diamond Collection lanzado para celebrar sus canciones con certificación de diamantes en los Estados Unidos.
El segundo sencillo, «Mourning», fue lanzado el 19 de mayo. El tercer sencillo, «Overdrive», fue lanzado el 14 de julio.

### Gira
El 15 de mayo de 2023, Malone también anunció la gira If Y'all Weren't Here, I'd Be Crying Tour por Norteamérica a partir de principios de julio de 2023 hasta finales de agosto para acompañar el lanzamiento del álbum. La gira posteriormente fue extendida al resto del mundo, pasando por Sudamérica, Asia y Oceanía.

## Recepción de la crítica
Clayton Purdom de Rolling Stone escribió que "incluso si Austin es el disco de guitarra de Post, no es su disco de rock", y descubrió que "mucho de él [Austin] funciona", incluso si "el inmenso desprecio por sí mismo con el que se presenta el disco no encuentra una resolución clara en el final, a pesar de las muchas alusiones en canciones animadas".

## Lista de canciones
- Edición estándar

| Austin |                    |                                      |                              |          |  |
| N.º    | Título             | Escritor(es)                         | Productor(es)                | Duración |  |
| 1.     | «Don't Understand» | Austin Post Andrew Wotman Louis Bell | Post Malone Andrew Watt Bell | 3:03     |  |
| 2.     | «Something Real»   | Post Wotman Bell Billy Walsh         | Malone Watt Bell             | 3:25     |  |
| 3.     | «Chemical»         | Post Wotman Bell Walsh               | Malone Watt Bell             | 3:04     |  |
| 4.     | «Novacandy»        | Post Wotman Bell Walsh               | Malone Watt Bell             | 3:17     |  |
| 5.     | «Mourning»         | Post Wotman Bell                     | Malone Watt Bell             | 2:28     |  |
| 6.     | «Too Cool to Die»  | Post Wotman Bell Walsh               | Malone Watt Bell             | 3:25     |  |
| 7.     | «Sign Me Up»       | Post Bell Max Martin Rami Yacoub     | Malone Bell Martin Yacoub    | 3:19     |  |
| 8.     | «Socialite»        | Post Wotman Bell Walsh               | Malone Watt Bell             | 3:20     |  |
| 9.     | «Overdrive»        | Post Wotman Bell Walsh               | Malone Watt Bell             | 2:28     |  |
| 10.    | «Speedometer»      | Post Wotman Bell                     | Malone Watt Bell             | 2:42     |  |
| 11.    | «Hold My Breath»   | Post Wotman Bell                     | Malone Watt Bell             | 3:29     |  |
| 12.    | «Enough Is Enough» | Post Bell Martin Yacoub Walsh        | Malone Bell Martin Yacoub    | 2:45     |  |
| 13.    | «Texas Tea»        | Post Bell Yacoub Walsh               | Malone Bell Yacoub           | 2:20     |  |
| 14.    | «Buyer Beware»     | Post Wotman Bell                     | Malone Watt Bell             | 2:53     |  |
| 15.    | «Landmine»         | Post Wotman Bell                     | Malone Watt Bell             | 3:05     |  |
| 16.    | «Green Thumb»      | Post Wotman Bell                     | Malone Watt Bell             | 2:39     |  |
| 17.    | «Laugh It Off»     | Post Wotman Bell                     | Malone Watt Bell             | 4:06     |  |
| 51:27  |                    |                                      |                              |          |  |

- Edición especial

| Austin — Bonus track |        |                  |                  |          |  |
| N.º                  | Título | Escritor(es)     | Productor(es)    | Duración |  |
| 18.                  | «Joy»  | Post Wotman Bell | Malone Watt Bell | 4:47     |  |
| 56:14                |        |                  |                  |          |  |

## Historial de lanzamiento
| País           | Fecha               | Formato                              | Edición     | Discográfica     | Ref.   |
| -------------- | ------------------- | ------------------------------------ | ----------- | ---------------- | ------ |
| Varios         | 28 de julio de 2023 | CD vinilo descarga digital streaming | Estándar    | Republic Mercury | [ 11 ] |
| Estados Unidos | 29 de julio de 2023 | CD                                   | Bonus track | Republic Mercury | [ 12 ] |
| Varios         | 2 de agosto de 2023 | Descarga digital streaming           | Bonus track | Republic Mercury | [ 13 ] |